# Hovby distrikt
Hovby distrikt är ett distrikt i Lidköpings kommun och Västra Götalands län. 
Distriktet ligger söder om Lidköping. 

## Tidigare administrativ tillhörighet
Distriktet inrättades 2016 och utgörs av en del av området som Lidköpings stad omfattade fram till 1971, delen som före 1969 utgjorde Hovby socken.
Området motsvarar den omfattning Hovby församling hade 1999/2000.